# الإدمان الأول (فلم)
الإدمان الأول (بالإنجليزية: Pehla Nasha) (بالهندية: पहला नशा) هو فيلم إثارة باللغة الهندية عام 1993 وأول فيلم للمخرج أشوتوش جواريكر. الفيلم عبارة عن إعادة إنتاج لفيلم الإثارة بودي دابل للمخرج بريان دي بالما عام 1984. يلعب ديباك ديجوري الدور الرئيسي إلى جانب بوجا بهات ورافينا تاندون وباريش راوال. يحتوي الفيلم أيضًا على مظاهر رائعة لكل من عامر خان، سودش بيري، راهول روي، شاروخان، جوهي تشاولا وسيف علي خان بدورهم.
يظل هذا الفيلم هو الفيلم الوحيد الذي يضم عامر خان، شاه روخ خان وسيف علي خان في مشهد واحد مع راهول روي وسودش بيري. عند إصداره، تلقى الفيلم مراجعات سلبية وفشل في شباك التذاكر.

## ملخص
الممثل الفقير ديباك باكشي (ديباك ديجوري)، الذي يعاني من الخوف من الأماكن المغلقة، يذهب ليعيش كحارس في شقة صديقه (جايانت كريبالاني) أثناء غيابه. يُريه صديقه تلسكوبًا يستخدمه للتجسس على مبنى الحي الذي يسكنه امرأة جميلة. ديباك يلجأ إلى التجسس بشكل منتظم. ذات يوم أثناء التجسس على المرأة، يرى ديباك أنها تتعرض للهجوم. يقرر التورط ويوقع نفسه في مشاكل مع الشرطة لأنه أصبح الآن مشتبهًا به في جريمة قتل. وفي وقت لاحق، يتمكن من حل اللغز من خلال التغلب على رهابه والقبض على القاتل الرئيسي.

## الممثلون
- ديباك ديجوري بدور ديباك باكشي
- بوجا بهات بدور مونيكا
- رافينا تاندون بدور السيدة أفانتيكا باجاج
- باريش راوال بدور المفتش مازومدار
- جلال آغا بدور ماهيش أهوجا
- جايانت كريبالاني كصديق ديباك
- أمين حاجي في دور جون
- كريم حاجي في دور جاك
- ماكراند ديشباندي
- أفتار جيل بدور شاكور بهاي
- أديتيا لاخيا
- دايا شانكار باندي
- جهانجير خان
- شامي بدور سيدة ديباك
- أنجان سريفاستاف كمحاور
- بوبي خان بدور مصمم الرقصات
- شاراد شارما
- سوديش بيري بنفسه
- عامر خان بنفسه
- شاه روخ خان بنفسه
- سيف علي خان بنفسه
- جوهي تشاولا بصفتها نفسها
- راهول روي بصفتها نفسها

## أغاني
كتب أناند باكشي جميع الأغاني.
- "آج رات باس مين (الجزء الأول)" - آشا بهوسل
- "السيد زيرو بان جايا هيرو" - فينود راثود
- "ناديا كيناري" - آشا بهوسل، فينود راثود
- "بيار كي رات" - آشا بهوسل، فينود راثود
- "تو هاي حسينة" - آشا بهوسل، فينود راثود
- "توم كيس ليي هو بيكارا" - سادهانا سارجام

## روابط خارجية
الإدمان الأول على موقع IMDb (الإنجليزية)
- الإدمان الأول على موقع قاعدة بيانات الفيلم (الإنجليزية)
- الإدمان الأول على موقع ليتربوكسد (الإنجليزية)
- الإدمان الأول على موقع كينوبويسك (الروسية)